# Tigny-Noyelle
Tigny-Noyelle és un municipi francès situat al departament del Pas de Calais i a la regió dels Alts de França. L'any 2007 tenia 162 habitants.

## Demografia

### Població
El 2007 la població de fet de Tigny-Noyelle era de 162 persones. Hi havia 73 famílies de les quals 20 eren unipersonals (12 homes vivint sols i 8 dones vivint soles), 37 parelles sense fills, 12 parelles amb fills i 4 famílies monoparentals amb fills.
La població ha evolucionat segons el següent gràfic:
Habitants censats

### Habitatges
El 2007 hi havia 120 habitatges, 74 eren l'habitatge principal de la família, 39 eren segones residències i 7 estaven desocupats. Tots els 118 habitatges eren cases. Dels 74 habitatges principals, 67 estaven ocupats pels seus propietaris i 7 estaven llogats i ocupats pels llogaters; 2 tenien dues cambres, 13 en tenien tres, 19 en tenien quatre i 40 en tenien cinc o més. 50 habitatges disposaven pel capbaix d'una plaça de pàrquing. A 23 habitatges hi havia un automòbil i a 36 n'hi havia dos o més.

### Piràmide de població
La piràmide de població per edats i sexe el 2009 era:
| Homes | Edats   | Dones |
| ----- | ------- | ----- |
| 0     | 95 o +  | 0     |
| 0     | 90 a 94 | 0     |
| 0     | 85 a 89 | 0     |
| 0     | 80 a 84 | 4     |
| 8     | 75 a 79 | 8     |
| 0     | 70 a 74 | 4     |
| 8     | 65 a 69 | 4     |
| 8     | 60 a 64 | 0     |
| 0     | 55 a 59 | 4     |
| 12    | 50 a 54 | 12    |
| 4     | 45 a 49 | 4     |
| 4     | 40 a 44 | 4     |
| 8     | 35 a 39 | 8     |
| 4     | 30 a 34 | 8     |
| 8     | 25 a 29 | 0     |
| 16    | 20 a 24 | 4     |
| 8     | 15 a 19 | 12    |
| 8     | 10 a 14 | 4     |
| 0     | 5 a 9   | 12    |
| 4     | 0 a 4   | 0     |

## Economia
El 2007 la població en edat de treballar era de 107 persones, 73 eren actives i 34 eren inactives. De les 73 persones actives 66 estaven ocupades (36 homes i 30 dones) i 7 estaven aturades (4 homes i 3 dones). De les 34 persones inactives 16 estaven jubilades, 7 estaven estudiant i 11 estaven classificades com a «altres inactius».

### Ingressos
El 2009 a Tigny-Noyelle hi havia 72 unitats fiscals que integraven 158 persones, la mediana anual d'ingressos fiscals per persona era de 18.670 €.

### Activitats econòmiques
Dels 7 establiments que hi havia el 2007, 2 eren d'empreses extractives, 1 d'una empresa d'hostatgeria i restauració, 3 d'empreses immobiliàries i 1 d'una empresa classificada com a «altres activitats de serveis».
L'any 2000 a Tigny-Noyelle hi havia 7 explotacions agrícoles que ocupaven un total de 707 hectàrees.

## Poblacions més properes
El següent diagrama mostra les poblacions més properes.